# John Rutter Chorley
John Rutter Chorley (* 1807 in Blackley Hurst, Lancashire; † 29. Juni 1867 in London) war ein britischer Autor, Bibliophiler, Romanist und Hispanist.

## Leben und Werk
John Rutter Chorley war der ältere Bruder des Autors und Kritikers Henry Fothergill Chorley (1808–1872). Neben seinem Brotberuf in der Eisenbahnverwaltung bildete er sich zum Privatgelehrten heran. Im Kontakt mit George Ticknor,
Cayetano Alberto de la Barrera (1815–1872) und dem Britischen Museum (dem er seine Schätze hinterließ) sammelte er Ausgaben des spanischen Theaters, die er mit gelehrten Anmerkungen versah, und wurde so zu einem Vorläufer der britischen Hispanistik.
Zu seinen Freunden gehörte Thomas Carlyle.

## Werke
- (Mitarbeit) Cayetano Alberto de la Barrera y Leirado: Catálogo bibliográfico y biográfico del teatro antiguo Español, desde sus origenes hasta mediados del siglo XVIII. Madrid 1860
- Catálogo de comedias y autos de Frey Lope Félix de Vega Carpio, compuesta en lengua castellana. Corregido y adicionado por Cayetano Alberto de la Barrera. In: Comedias escogidas de Frey Lope Félix de Vega Carpio, 4, 1860, S. 535–558 und Madrid 1861
- The wife’s litany. A winter-night’s dream. Ballads and other pieces in verse. London 1865